# Борьба с искушениями
«Борьба́ с искуше́ниями» (англ. The Fighting Temptations) — комедия о парне, которому приходится возглавить хор для получения наследства. Премьера состоялась 9 июля 2003 года. Фильм номинирован на премии BET Comedy Awards (2 категории номинирования), Black Reel Awards (в 2 из 6 номинированных категории победил), Image Awards (в 1 из 2 категории победил), Golden Raspberry Awards (1 категория).

## Сюжет
Рекламному агенту Дэррину Хиллу (Кьюба Гудинг младший) приходится исполнить последнюю волю своей тёти, для получения наследства. Ему нужно возглавить местный евангелистский хор для победы в национальном конкурсе, но в городе трудно найти талантливых певцов. Со встречей джазовой певицы Лилли (Бейонсе Ноулз) всё меняется как в хоре, так и в его сердце.

## Роли исполняли
- Кьюба Гудинг младший — Даррин Хилл
- Бейонсе Ноулз — Лилли
- Майк Эппс — Люциус
- Латаня Ричардсон — Паулина Льюис-Притчетт
- Уэнделл Пирс — преподобный Пол Льюис
- Энн Несби — Салли Уокер
- Лоурдес Бенедикто — Роза Лопес
- Хлоя Бэйли — Лилли в детстве